# Alocasia nicolsonii
Alocasia nicolsonii är en kallaväxtart som beskrevs av Alistair Hay. Alocasia nicolsonii ingår i släktet Alocasia och familjen kallaväxter. Inga underarter finns listade.